# August von Galen
El beat Clemens August Graf von Galen (16 de març de 1878 - 22 de març de 1946) va ser un comte alemany, bisbe de Münster i cardenal de l'Església catòlica romana. Durant la Segona Guerra Mundial, von Galen va liderar la protesta catòlica contra l'eutanàsia nazi i va denunciar la improcedència de la Gestapo i la persecució de l'Església. Va ser creat cardenal pel papa Pius XII el 1946. Va ser beatificat pel papa Benet XVI el 2005.
Nascut en l'aristocràcia alemanya, von Galen va rebre una part de la seva educació a Àustria amb els jesuïtes a l'escola Stella Matutina a la ciutat de Feldkirch, a la frontera austríaca amb Suïssa i Liechtenstein. Després de la seva ordenació, va treballar a Berlín a la parròquia de Saint Matthias. Li desagradava intensament els valors liberals de la República de Weimar i s'oposava a l'individualisme, el socialisme i la democràcia. Després de servir a les parròquies de Berlín des del 1906 fins al 1929, es va convertir en pastor de l'església de Sant Lamberti de Münster, on va destacar pel seu conservadorisme polític. Un acèrrim nacionalista i patriota alemany, va considerar que el Tractat de Versalles era injust i veia el bolxevisme com una amenaça per a Alemanya i l'Església. Va defensar la teoria de la punyalada per l'esquena: que l'exèrcit alemany va ser derrotat el 1918 només perquè havia estat soscavat per elements derrotistes en el front. Va expressar la seva oposició a la modernitat en el seu llibre Die Pest des Laizismus und ihre Erscheinungsformen («La pesta del laïcisme i les seves formes d'expressió») (1932).
Von Galen va començar a criticar el moviment de Hitler el 1934. Va condemnar l' adoració nazi de la raça en una carta pastoral el 29 de gener de 1934. Va assumir la responsabilitat de publicar una col·lecció d'assajos que criticaven l'ideòleg nazi Alfred Rosenberg i defensaven els ensenyaments de l'Església catòlica. Va ser un crític franc de certes polítiques nazis i va ajudar a redactar l'encíclica anti-nazi del Papa Pius XI del 1937 Mit brennender Sorge. El 1941, va pronunciar tres sermons en els quals va denunciar la detenció dels jesuïtes, la confiscació de la propietat de l'església, els atacs a l'Església i, en tercer lloc, l'assassinat d'invalids aprovats per l'estat. Els sermons van ser distribuïts il·legalment en paper, inspirant alguns grups de resistència alemanya, incloent la Rosa Blanca.
L'oposició selectiva del bisbe von Galen a elements del nacionalsocialisme mai no va ser solidària amb grups exclosos com els jueus, i, mentre parlava contra el projecte d'eutanàsia, es va quedar en silenci sobre els problemes igualment importants de trasllats, deportacions i assassinats massius de jueus. Temia que els catòlics alemanys estiguessin relegats a un estatus de segona categoria a l'Alemanya de Hitler i cregués que Hitler faltava el punt que l'Església Catòlica i l'Estat podrien alinear-se contra el seu enemic comú, tal com ho veia, el judeo-bolxevisme. Von Galen creia que Alemanya era l'últim baluard contra la propagació del bolxevisme sense ànim de Déu. Parts dels sermons que va fer el 1943 van ser utilitzats pels nazis per ajudar a l'enrolament d'homes holandesos per unir-se voluntàriament a les SS.

## Biografia
Von Galen pertanyia a una de les més antigues i distingides famílies nobles de Westfàlia, i va néixer a la part sud Catòlica del Gran Ducat d'Oldenburg (Oldenburger Münsterland, a uns 70 quilòmetres a l'est de la frontera alemanya amb els Països Baixos), al Burg Dinklage, avui a l'estat de la Baixa Saxònia. El nom de von Galen tenia una presència a la regió des de 1667, quan Christoph Bernhard von Galen va ser nomenat primer bisbe de Münster després de suprimir els anabaptistes, «deixant que els cossos dels heretges s'apoderiran en gàbies que tapessin les portes de la ciutat». Clemens August era l'onzè dels tretze fills, fill del comte Ferdinand Heribert von Galen, membre del parlament alemany imperial pel Partit del Centre Catòlic, i d'Elisabeth von Spee.
Fins a 1890, Clemens August i el seu germà Franz van ser tutelats a casa seva. En un moment en què els jesuïtes encara no estaven autoritzats a Münster, va rebre la seva escolarització principal en una escola jesuïta,  Stella Matutina a Vorarlberg, Àustria, on només es parlava llatí. No era un alumne fàcil d'ensenyar, i el seu superior jesuïta va escriure als seus pares: «La infal·libilitat és el principal problema amb Clemens, que en cap cas admetrà que pot estar equivocat. Sempre són els seus professors i educadors els que estan equivocats.».
Com que Prússia no va reconèixer l'acadèmia Stella Matutina, Clemens va tornar a casa el 1894 per assistir a una escola pública a Vechta i, en 1896, Clemens i Franz van aprovar els exàmens que els qualificaven per assistir a una universitat.Després de la graduació, els seus companys van escriure en el seu anuari: "Clemens no fa l'amor ni va a beure, no li agrada l'engany mundà". El 1896 va estudiar a la Universitat Catòlica de Friburg, que havia estat establerta el 1886 pels dominics, on va descobrir els escrits de Tomàs d'Aquino. El 1897 va començar a estudiar diversos temes, incloent literatura, història i filosofia. Un dels seus professors va ser professor d'història i va destacat arqueòleg bíblic Johann Peter Kirsch. Després del primer semestre d'hivern a Freiburg, Clemens i Franz van visitar Roma durant tres mesos. Al final de la visita, li va dir a Franz que havia decidit convertir-se en sacerdot, tot i que no estava segur d'esdevenir benedictí contemplatiu o un jesuïta. El 1899 va conèixer el Papa Lleó XIII en una audiència privada. Va estudiar a la Facultat Teològica i Conventual a Innsbruck, fundada el 1669 pels jesuïtes, on destacava la filosofia escolàstica i s'evitaven nous conceptes i idees. El 1903 von Galen va deixar Innsbruck per ingressar al seminari de Münster, i va ser ordenat sacerdot el 28 de maig de 1904 pel bisbe Hermann Dingelstadt. Al principi va treballar per un membre de la família, el bisbe auxiliar de Münster, com a capellà. Aviat es va traslladar a Berlín, on va treballar com a rector de St. Matthias.

### Berlín (1906–1929)
Von Galen va arribar a Berlín el 23 d'abril de 1906 i es va quedar fins al 16 d'abril de 1929. La capital d'Alemanya contenia barris d'elits protestants, una comunitat catòlica composta principalment de persones de classe obrera i d'una comunitat jueva d'immigrants de classe mitjana i pobre. Era una metròpoli comercial i cultural en plena expansió en el moment en què va arribar: la seva població va augmentar de 900.000 persones en 1871 a poc més de 4 milions el 1920. La religió no va fer que la comunitat s'unís- «la religió i els temors d'una pèrdua de creença religiosa van arribar ser una font important de divisió interna». Per a la classe obrera, el catolicisme i la socialdemocràcia van competir per la lleialtat. En aquest ambient, von Galen buscava ser un líder enèrgic i idealista de la seva parròquia. Va fer visites als malalts i pobres, es va convertir en president de l'Associació Catòlica dels Homes Joves, va donar instrucció religiosa a les escoles, i pels seus esforços va ser nomenat "Papa Galen" pels feligresos que va servir. Una gran presència física (feia 2,01 metres d'alçada), les seves habitacions estaven decorades amb senzillesa, tenia roba sense pretensions i parlava amb claredat: no li agradava el teatre, la música secular (excepte les marxes militars) o la literatura. El seu únic vici, que es va negar a renunciar, era fumar les seves pipes.
Durant la Primera Guerra Mundial, von Galen es va oferir per al servei militar per demostrar la seva lleialtat al Kaiser. Com a rector, va encoratjar als seus feligresos a que prestessin servei al seu país de bon grat. L'agost de 1917 va visitar les línies del front a França i va trobar edificant la moral optimista de les tropes. «Els sentiments del nacionalisme alemany, aparentment, podria triomfar sobre la preocupació per les violacions de la santedat de la vida humana en la guerra». En 1916 i 1917 va acollir amb satisfacció els informes que els militars alemanys tenien un pla per colonitzar l'Europa de l'Est, afirmant que els catòlics alemanys havien de traslladar-se a la zona, especialment a Lituània, amb l'objectiu no d'expulsar els lituans, sinó educar-los per pensar i sentir com alemanys. Després de la rendició alemanya al novembre de 1918, von Galen, encara a Berlín, temia la pèrdua de la monarquia i temia que les classes baixes abraguessin el radicalisme i l'anarquia. Per fer front als problemes immediats de la fam i la pobresa, va treballar per crear cuines de sopa i ajut social en general. Va sospitar de la nova democràcia de Weimar i va creure que «les idees revolucionàries de 1918 havien causat un dany considerable al cristianisme catòlic». Al llarg dels anys de Weimar va romandre a la dreta de la política alemanya. Sovint va criticar el Partit del Centre Catòlic per ser massa esquerrà. Creia que la teoria de la punyalada a l'esquena explicava la derrota de l'exèrcit alemany el 1918, que Alemanya havia estat destruïda per elements derrotistes en el front. Va deplorar la desaparició de la monarquia.
Von Galen va donar suport obertament al protestant Paul von Hindenburg contra el candidat catòlic Wilhelm Marx en les eleccions presidencials de 1925. Va ser conegut per ser un alemany patriota i un ferotge anticomunista (que recolzà més tard la batalla al front oriental contra el règim de Joseph Stalin de la Unió Soviètica). Els seus punts de vista sobre el comunisme es van formar en gran manera a conseqüència de la Stalinització i la persecució implacable dels cristians dins de la Unió Soviètica després de 1918, durant el qual pràcticament tots els bisbes catòlics van ser assassinats.

### Münster
Von Galen es va convertir en el rector de l'església de St. Lambert, a Münster, on inicialment va molestar a alguns feligresos amb el seu conservadorisme polític. En una reunió a Münster de l'Associació d'Acadèmics Catòlics del juny de 1933, von Galen va parlar contra els estudiosos que havien criticat el govern nazi i van demanar «una avaluació justa i objectiva del nou moviment polític [de Hitler]». En 1933 von Galen va ser triat bisbe de Münster, encara que no va era el candidat més popular per succeir al bisbe anterior, Johannes Poggenburg, i va ser triat només després que altres candidats haguessin declinat el nomenament i malgrat la protesta del Nunci Papal Cesare Orsenigo, que va informar que von Galen era mandant i paternalista en les seves declaracions públiques.
Von Galen va ser nomenat bisbe pel papa Pius XI el 5 de setembre de 1933. El 28 d'octubre, va ser consagrat com a bisbe a la catedral de Münster pel cardenal Karl Joseph Schulte. Va escollir com a lema "Nec laudibus nec timore", una fase de la litúrgia utilitzada per a la consagració del bisbe quan el bisbe consagritzant prega que el nou bisbe sigui superat "ni per obsequis ni per por". A la seva entronització van assistir diversos membres de les SA, mantenint-se en formació amb banderes amb l'esvàstica. Com a bisbe, von Galen va fer una campanya contra l'enfocament totalitari del partit nazi en l'educació nacional, i va demanar als pares que insistissin en la docència catòlica a les escoles. Citant el recentment acordat Reichskonkordat assegurant que l'Església tenia dret a determinar la seva pròpia instrucció religiosa, va forçar els nacionalsocialistes a permetre la continuïtat de la instrucció catòlica a les escoles catòliques. Va ser un dels primers casos en què el Reichskonkordat va ser utilitzat per l'Església contra el govern, que va ser un dels propòsits del papa Pius XI. En 1933, quan el superintendent de l'escola nazi de Münster va emetre un decret que es combinava la instrucció religiosa amb la discussió sobre el "poder desmoralitzador" del "poble d'Israel", von Galen es va negar i va escriure que tal interferència en el currículum escolar era una violació del Concordat i que temia que els nens estiguessin confosos quant a la seva "obligació d'actuar amb caritat per a tots els homes" i pel que fa a la missió històrica del poble d'Israel. Sovint, von Galen va protestar contra violacions del Concordat directament a Hitler. El 1936, quan els nazis van eliminar els crucifixos de les escoles, la protesta de von Galen va donar lloc a una manifestació pública. Juntament amb el cardenal Faulhaber de Múnic i el bisbe Preysing de Berlín, Galen va col·laborar en la redacció de l'encíclica anti-nazi del Papa Pius XI, Mit brennender Sorge (Amb gran preocupació) de 1937.
El 1934 el bisbe von Galen va començar a atacar les ideologies racials del règim nazi, en part enmigint-lo, criticant en part la seva base ideològica tal com va ser presentat per l'ideòleg nazi Alfred Rosenberg. Va declarar inacceptable argumentar que l'autoria jueva de l'Antic Testament disminuís la seva autoritat o que la moral i la virtut eren derivades de la utilitat percebuda d'una determinada raça. El gener de 1934, va criticar la política racial nazi en un sermó i, en posteriors homilies, va equiparar la lleialtat incert al Reich amb "esclavitud". Va parlar contra la teoria de Hitler de la puresa de la sang alemanya. El bisbe von Galen també va criticar les teories neopaganes de Rosenberg a "El mite del Segle XX" com potser no més que «una oportunitat per riure al món educat», però va advertir que la «immensa importància de Rosenberg radica en l'acceptació de les seves nocions bàsiques com l'autèntica filosofia del nacionalsocialisme i en el seu poder gairebé il·limitat en l'àmbit de l'educació alemanya. El Sr. Rosenberg s'ha de prendre seriosament si s'ha d'entendre la situació alemanya.»
En represàlia, dos oficials superiors de les SS van visitar a von Galen per pressionar-ho perquè donés suport públicament a les doctrines de Rosenberg, amenaçant la confiscació de la propietat de l'Església i una campanya de propaganda anti-catòlica. Un d'ells era el futur general de la SS, Jürgen Stroop, qui més tard va recordar: «El bisbe von Galen era un gran cavaller, un veritable aristòcrata, un príncep renaixentista de l'Església. Ens va acollir educadament però amb reserva». Von Galen va començar a encomanar a la mare de Stroop pel seu devot catolicisme, després es va negar categòricament a acceptar o aplaudir les doctrines de Rosenberg de practicar l'eutanàsia o d'esterilitzar forçadament els discapacitats. Va denunciar als nazis per intentar introduir el neo-paganisme germànic en la seva diocesi. Es va burlar de les cerimònies i dels funerals realitzats davant dels altars dedicats a Wotan, sorprenent a Stroop, que havia assistit a aquesta cerimònia només uns dies abans. Von Galen va acabar assegurant als oficials que l'Església continuaria sent lleial a l'Estat en tots els assumptes legítims. Va expressar el seu profund amor per Alemanya i els va recordar que havia estat el primer bisbe a reconèixer públicament el nou règim. En opinió de Stroop, el patriotisme alemany de von Galen «estava contaminat pels ideals papistes, que han estat perjudicials per a Alemanya durant segles. A més, les ordres de l'arquebisbe provenien de fora de la Pàtria, fet que ens va molestar. És ben sabut que, malgrat les diverses faccions, l'Església catòlica és una comunitat mundial, que s'uneix quan les fitxes estan caigudes».
Al juny de 1935 va pronunciar un sermó on connectava l'heretgia dels anabaptistes als "pecats" dels jueus. Va dir a la seva audiència que «el que no escolta l'Església és pagà i oficialment és un pecador». Va descriure com «els israelites van degradar el Salvador» i com la gent que va resistir a Jesús com el Crist va aparèixer al costat dels jueus cecs. Va equiparar el rebuig del cristianisme amb el rebuig de l'autoritat mundana, que condueix a l'anarquia i el caos. Va assenyalar als russos també com entre aquells que no havien respectat l'autoritat donada per Déu. Von Galen no va protestar contra les lleis de Nuremberg de setembre de 1935 o el pogrom de 1938. Fins a la seva mort, es va negar a reconèixer que referir-se als jueus com «degenerats, rebutjats i perdutss», juntament amb la seva oposició conservadora a l'anarquia i el liberalisme jueus van ajudar el règim nazi o van contribuir a una atmosfera en què els jueus es van sentir responsables de la seva pròpia condemnació.
A finals de 1935, von Galen va instar una carta pastoral conjunta dels bisbes alemanys per protestar contra una "guerra subterrània" contra l'Església. A principis de 1937, la jerarquia de l'església a Alemanya, que inicialment havia intentat cooperar amb el règim nazi, s'havia desil·lusionat. Al març, el Papa Pius XI va emetre l'encíclica Mit brennender Sorge ("Amb preocupació ardent"), acusant al govern nazi de violar el concordat de 1933 i de sembrar les «tombes de sospita, discòrdia, odi, calúmnia, d'hostilitat secreta i oberta a Crist i la seva Església». Von Galen va formar part de la comissió de cinc membres que va preparar l'encíclica papal. Els nazis van respondre amb una intensificació de la seva campanya contra l'Església catòlica. There Hi va haver detencions massives de clergues i es van expropiar les editorials de l'Església.
El 1941 von Galen va donar la benvinguda a la guerra alemanya contra l'URSS com un desenvolupament positiu, ja que s'havia reunit també a la causa d'Alemanya quan Hitler va envair Polònia, oferint una benedicció patriòtica.

### Eutanàsia
Mentre que l'extermini nazi dels jueus es va produir principalment en territori polonès, l'assassinat dels invàlids va arribar al coneixement públic perquè es va produir en territori alemany i va interferir directament en institucions de benestar catòlic i protestant. Els líders de l'Església es van oposar, principalment el bisbe von Galen i Theophil Wurm, el bisbe luterà de Württemberg, els quals van poder provocar una àmplia oposició pública. El règim va iniciar el seu programa d'eutanàsia el 1939. Va dirigir-se contra els senils, els discapacitats mentals i els malalts mentals, epilèptics, nens amb síndrome de Down i persones amb afliccions similars. El programa va assassinar sistemàticament a més de 70.000 persones entre setembre de 1939 i agost de 1941. Després de 1941 els assassinats van continuar de manera no oficial, amb un total de morts estimat de 200.000 persones.
El 1941, amb la Wehrmacht encara marxant cap a Moscou, von Galen, tot i les seves simpaties nacionalistes de sempre, va denunciar l'anarquia de la Gestapo, les confiscacions de les propietats eclesiàstiques i el programa d'eutanàsia nazi. Va atacar la Gestapo per convertir les propietats de l'Església als seus propis propòsits, inclòs l'ús com a cinemes i bordells. Va protestar contra el maltractament dels catòlics a Alemanya: els arrestos i l'empresonament sense processos legals, la supressió dels monestirs i l'expulsió de les ordes religioses. Però els seus sermons van més enllà de defensar l'Església, va parlar d'un perill moral a Alemanya per les violacions dels drets humans bàsics del règim: «el dret a la vida, a la inviolabilitat ia la llibertat és part indispensable de qualsevol ordre social moral» va dir - «i qualsevol govern que sancioni sense un procés judicial mina la seva pròpia autoritat i el respecte per la seva sobirania dins de la consciència dels seus ciutadans». Von Galen va dir que era el deure dels cristians resistir-se a la presa de la vida humana, fins i tot si això significava perdre les seva pròpia vida.
L'ordre de Hitler per al programa d'Eutanàsia "Aktion T4" va ser datada l'1 de setembre de 1939, el dia que Alemanya va envair Polònia. A mesura que es va estendre el tema del programa, la protesta va créixer, fins que finalment, el bisbe von Galen va pronunciar els seus famosos sermons d'agost de 1941 denunciant el programa com "assassinat". El 3 d'agost de 1941, en una de les seves denúncies, von Galen va declarar:
| « | "No mataràs". Déu va gravar aquest manament a les ànimes dels homes molt abans de qualsevol codi penal... Déu ha gravat aquests manaments en el nostre cor... Són les veritats inalterables i fonamentals de la nostra vida social... On a Alemanya i on, aquí, és l'obediència als preceptes de Déu? […] Pel que fa al primer manament, "No tindreu déus estranys davant meu", en lloc del Déu Únic, veritable, etern, els homes han creat a l'hora del seu caprici, els seus propis déus per adorar: la naturalesa, l'estat, la nació o la raça. | » |

### Els sermons de 1941
Els tres poderosos sermons de Von Galen de juliol i agost de 1941 li van valer el sobrenom del "Lleó de Münster". Els sermons van ser impresos i distribuïts il·legalment. Hitler volia que von Galen fos retirat com a bisbe, però Goebbels li va dir que això implicaria la pèrdua de la lleialtat de Westfàlia. Els sermons protestaven contra les polítiques nazis sobre el terror de la Gestapo, l'eutanàsia, l'esterilització forçada i els camps de concentració Els seus atacs als nazis van ser tan severs que l'oficial nazi Walter Tiessler va proposar en una carta a Martin Bormann que el bisbe fos executat.
El 13 de juliol de 1941, von Galen va atacar al règim per les tàctiques de terror de la Gestapo, incloent desaparicions sense judici, el tancament de les institucions catòliques sense cap mena de justificació indicades, i la por resultant imposada a tots els alemanys. La Gestapo, va afirmar, va reduir fins i tot els ciutadans més fidels i fidels a temor a acabar en una presó de celler o un camp de concentració. Quan el país estava en guerra, von Galen va rebutjar la idea que el seu discurs menoscabava la solidaritat o la unitat alemanyes. Citant l'Opus Justitiae Pax and Justitia fundamentum Regnorum de Pius XII, von Galen, va assenyalar que «la pau és obra de la Justícia i la Justícia, la base del domini», després va atacava el Tercer Reich per minar la justícia, la creença en la justícia i reduir l'alemany la gent a un estat de por permanent, fins i tot covardia. Va concloure: «Com a alemany, com a ciutadà decent, demano la Justícia».
En un segon sermó del 20 de juliol de 1941, von Galen va dir que totes les protestes escrites contra les hostilitats nazis havien resultat inútils. La confiscació de les institucions religioses va continuar sense acabar. Els membres dels ordes religiosos encara eren deportats o empresonats. Va demanar als seus oients que tinguessin paciència i que fossin resistents, i va dir que el poble alemany no sent estava destruït pel bombardeigs aliats des de fora, sinó per forces negatives interiors.
El 3 d'agost de 1941, el tercer sermó de von Galen va descriure la continuada profanació de les esglésies catòliques, el tancament de convents i monestirs i la deportació de persones amb malalties mentals a destinacions no revelades, mentre que s'enviava una notificació als membres de la família que afirmaven que la persona en qüestió tenia havia mort. «Es tracta d'un assassinat», va exclamar, «il·legal per la llei divina i alemanya, un rebuig a les lleis de Déu». Va dir que havia enviat la seva prova al fiscal de l'Estat. «Aquestes són persones, els nostres germans i germanes, potser la seva vida és improductiva, però la productivitat no és una justificació per matar-los». Si això fos una justificació per a l'execució, va raonar, tothom hauria de tenir por d'anar a un metge per por del que es podria descobrir. El teixit social es veuria afectat. Von Galen va dir llavors que un règim que pot acabar amb el Cinquè Mandament (No mataràs) també pot destruir els altres manaments. Von Galen va plantejar la qüestió de si els soldats alemanys ferits de manera permanent també caurien en el programa.
Es van fer circular milers de còpies dels sermons per tot Alemanya. Les protestes locals resultants a Alemanya van trencar el secret que havia envoltat el programa d'eutanàsia anomenat Aktion T4. El gauleiter local nazi estava furiós i va exigir l'arrest immediat de von Galen. Joseph Goebbels i els pragmàtics del partit van preferir esperar fins al final de les hostilitats per evitar soscavar la moral alemanya en un territori fortament catòlic. Un any més tard, el programa d'eutanàsia encara estava actiu, però el règim ho estava realitzant amb un major secretisme.
Segons Robert Jay Lifton, «el seu sermó poderós i populista va ser immediatament reproduït i distribuït a tot Alemanya, de fet, va ser deixat caure entre tropes alemanyes pels aviadors britànics de la Royal Air Force. El sermó de Galen probablement va tenir un major impacte que qualsevol altra afirmació a consolidar el sentiment anti-eutanasia». Howard K. Smith va anomenat a von Galen "heroi", escrivint que el moviment que representava era tan estès que el govern nazi no podia arrestar al bisbe. Ian Kershaw va anomenar "atac obert" de von Galen al programa de l'eutanàsia del govern el 1941 una "vigorosa denúncia de la inhumanitat i la barbàrie nazis". Segons Anton Gill, "Galen va usar la seva condemna d'aquesta terrible política per treure conclusions més àmplies sobre la naturalesa de l'estat nazi".
Els sermons van inspirar a diverses persones en la Resistència alemanya. Els màrtirs de Lübeck van repartir els sermons. Els sermons van influir en els germans Scholl en la fundació del grup de resistència al pacifista de la Rosa Blanca. Un dels sermons de von Galen de 1941 va ser el primer pamflet del grup. El generalmajor Hans Oster, un luterà devot i un membre capdavanter de la Resistència alemanya, va dir de von Galen:
| « | És un home de coratge i convicció. I quina resolució en els seus sermons! Hi hauria d'haver un grapat d'aquestes persones a totes les nostres esglésies, i almenys dos grapats a la Wehrmacht. Si hi fossin, Alemanya seria molt diferent! | » |

Von Galen va patir un arrest domiciliari virtual des de 1941 fins al final de la guerra. Els documents suggereixen que els nazis pretenien penjar-lo al final de la guerra. En una Taula de converses de 1942, Hitler va dir: «El fet de quedar-me en silenci en públic sobre assumptes de l'Església no és, almenys, incomprès per les astutes guineus de l'Església Catòlica, i estic bastant segur que un home com el bisbe von Galen sap molt bé que després de la guerra retiraré la retribució a l'últim intent».
En la seva història de la Resistència alemanya, Theodore S. Hamerow va caracteritzar l'enfocament de resistència de von Galen com "tractant d'influir en el Tercer Reich des de dins". Mentre que alguns clergues es van negar a donar fiança al suport del règim, en el conflicte de l'Església amb l'Estat sobre l'autonomia eclesiàstica, la jerarquia catòlica va adoptar una estratègia de "aparent acceptació del Tercer Reich", limitant les seves crítiques motivades només pel desig de "assenyalen els errors que alguns dels seus seguidors incansables van cometre" per enfortir el govern. Així, quan el bisbe Galen de Münster va pronunciarles seves famoses denúncies de l'eutanàsia nazi de 1941 i l'anarquia de la Gestapo, també va dir que l'Església mai no havia buscat el "derrocament" del règim.

### Posicions de postguerra
Després de la guerra, von Galen va protestar contra el maltractament de la població alemanya per part de les forces d'ocupació aliades. El 13 d'abril de 1945, va aixecar una protesta a les autoritats militars nord-americans contra la violació de dones alemanyes per part de soldats russos i el saqueig de cases, fàbriques i oficines alemanyes per tropes nord-americanes i britàniques. Va acusar d'indiferència als ocupants davant el risc de fam a Alemanya basant-se en «la falsa opinió que tots els alemanys són criminals i mereixen el càstig més sever, incloent la mort i l'extermini».
En una entrevista conjunta amb funcionaris britànics, von Galen va dir a la premsa internacional que «igual que vaig lluitar contra les injustícies nazis, lluitaré contra qualsevol injustícia, independentment del seu origen». Va repetir aquestes afirmacions en un sermó l'1 de juliol de 1945, que va ser copiat i distribuït per tota l'Alemanya ocupada. Les autoritats britàniques li van ordenar renunciar immediatament, però ell es va negar. Davant la seva resistència i àmplia popularitat, li van permetre la llibertat d'expressió sense censura. En una entrevista amb mitjans suïssos, von Galen va exigir el càstig pels criminals nazis, però tanmateix un tracte humà per als milions de presoners de guerra alemanys que no havien comès cap delicte i als que se'ls negava el contacte amb els seus familiars pels britànics. Va criticar l'acomiadament britànic dels alemanys del servei públic sense investigació i judici. Va condemnar enèrgicament l'expulsió de civils alemanys d'antigues províncies i territoris alemanys a l'est annexats per la Polònia comunista i la Unió Soviètica.
Quan el general de la SS, Kurt Meyer, acusat de complicitat en l'afusellament de divuit presoners de guerra canadencs, va ser sentenciat a mort, von Galen va advocar per perdonar la seva vida: «Segons el que s'ha informat, el general Kurt Meyer va ser sentenciat a mort perquè els seus subordinats van cometre delictes que no va acordar i dels quals no va aprovar. Com a defensor de l'opinió legal cristiana, que afirma que només sou responsable dels vostres propis fets, dóno suport a la petició de clemència de General Meyer i la petició de perdó». En segona revisió, un general canadenc, trobant només "una massa de proves circumstancials", va commutar la pena de mort de Meyer per l'empresonament.

### Col·legi de cardenals
Inesperadament, al Nadal de 1945 es va saber que el Papa Pius XII nomenaria tres nous cardenals alemanys: el bisbe von Galen, el bisbe Konrad von Preysing de Berlín i l'arquebisbe Josef Frings de Colònia. Malgrat els nombrosos obstacles britànics i la negació del viatge aeri, von Galen va arribar a Roma el 5 de febrer de 1946. Generosos cardenals americans van finançar la seva estada a Roma, ja que els diners alemanys no valien res. Havia esdevingut famós i popular, així que després que el Papa hi hagi posat el capell vermell al cap amb les paraules: «Déu us beneeixi, Déu beneeixi a Alemanya», la basílica de Sant Pere durant uns minuts va esclatar en un "aplaudiment triomfant" per a von Galen. Ho va interpretar com: 
| « | Un senyal de l'amor del Papa pels nostres pobres alemanys. Davant de tot el món, com a observador supranacional i imparcial, va reconèixer el poble alemany dom a igual en la societat de les nacions. | » |

Mentre estava a Roma, va visitar els camps de presoners de guerra alemanys a Tàrent, i li va dir als antics soldats de la Wehrmacht que s'ocuparia del seu alliberament i que el mateix Papa treballava en l'alliberament dels presoners de guerra. Va prendre una gran quantitat de reconfortants missatges personals a les seves famílies preocupade.
Després de rebre el capell vermell del Papa Pius XII, von Galen va anar a veure a Madre Pascalina, la servent fidel del Papa. Ell li va dir que el Papa havia citat llargs passatges dels seus sermons de la memòria de 1941 i com li va agrair el seu coratge. Von Galen va dir al Papa: «Sí, Sant Pare, però molts dels meus millors sacerdots van morir als camps de concentració, perquè van repartir els meus sermons». Pius va respondre que sempre era conscient que milers de persones innocents havien estat enviades a una mort segura si ell, com a Papa, hagués protestat. Van parlar dels vells temps a Berlín, i von Galen va declarar: «per res del món hagués volgut perdre aquestes dues hores, ni tan sols pel capell vermell».

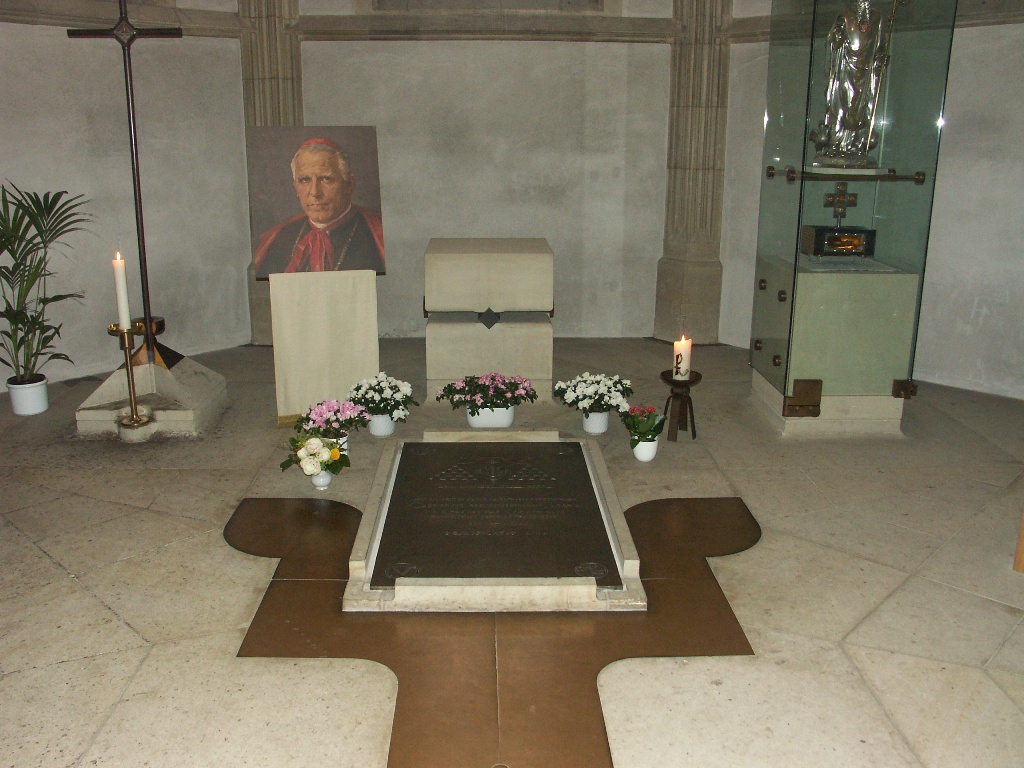
La tomba de Clemens August Cardinal von Galen a la catedral de Münster.

### Mort i beatificació
Després de la tornada del desagradable viatge a la Ciutat del Vaticà, el nou cardenal va ser celebrat amb entusiasme en la seva Westfàlia natal i en la seva destruïda ciutat de Münster, que encara estava completament en ruïnes com a conseqüència dels atacs aeris. Va morir uns dies després del seu retorn de Roma a l'Hospital St. Franziskus de Münster a causa d'una infecció de l'apèndix diagnosticada massa tard. Les seves últimes paraules van ser: «Sí, sí, com Déu vulgui. Que Déu us recompensi. Que Déu protegeixi a la pàtria estimada. Seguiu treballant per Ell ... oh, estimat Salvador!» Va ser enterrat en la cripta familiar de la família von Galen a la destruïda catedral de Münster.
La causa de la beatificació va ser sol·licitada pel seu successor, el bisbe Michael Keller de Münster, i va començar sota el papa Pius XII el 1956. Va ser conclòs positivament al novembre de 2004 amb el Papa Joan Pau II. Clemens August Graf von Galen va ser beatificat el 9 d'octubre de 2005 davant de la Basílica de Sant Pere pel Papa Benet XVI, el 47è aniversari de la mort del Papa Pius (1958).